# Tevfik Alpaslan
Tevfik Alpaslan (* 28. Juni 1926 in Göynücek, Provinz Amasya) ist ein ehemaliger türkischer Generalmajor der Luftstreitkräfte (Hava Kuvvetleri), der unter anderem maßgeblich an der Planung und Durchführung der Operation Atilla zur Besetzung des Nordens der Insel Zypern durch die Türkei am 20. Juli 1974 beteiligt sowie von 1976 bis 1977 Kommandant der Luftwaffenschule (Hava Harp Okulu) war.

## Leben
Alpaslan besuchte zunächst die Militärmittelschule in Konya, die er 1941 abschloss, und danach die Kadettenanstalt Kuleli (Kuleli Askerî Lisesi). 1944 begann er seine Offiziersausbildung an der Heeresschule (Kara Harp Okulu), die er am 30. August 1946 als Fähnrich (Asteğmen) beendete. Nach einem darauf folgenden Lehrgang an der Infanterieschule in Çankırı wechselte er zu den am 31. Januar 1944 eigenständig gewordenen Luftstreitkräften und begann 1948 seine Pilotenausbildung. Nach verschiedenen Verwendungen bei den Luftstreitkräften absolvierte er zwischen 1955 und 1957 die Luftwaffenakademie (Hava Harp Akademisi) und wurde am 29. August 1957 als Pilot und später als Operationsoffizier zur 141. Staffel der 4. Luftwaffenbasis versetzt. Seit dem 30. August 1959 fand er Verwendung in der Kampfflugzeugausbildungsstaffel und war im Anschluss von 1960 bis 1962 Luftwaffenattaché an der Botschaft in der Volksrepublik Rumänien.
Nach seiner Rückkehr wurde Alpaslan im September 1962 Kommandeur der 88. Fliegergruppe sowie anschließend am 30. Juli 1963 Chef der Operationsausbildung der 8. Luftwaffenbasis. Danach fungierte er seit dem 4. September 1964 als Leiter der Operationsabteilung des 3. Luftwaffenkommandos, dessen Stabschef er am 20. November 1964 wurde. Im Anschluss folgten zwischen dem 31. August 1965 und dem 30. August 1970 verschiedene Verwendungen im Hauptquartier der Luftstreitkräfte sowie vom 30. August 1970 bis zum 30. August 1971 als Kommandeur der 3. Luftwaffenbasis (3 ncü Ana Jet Üs Komutanlığı). Am 30. August 1971 wurde er Chef des Stabes des Luftwaffenausbildungskommandos (Hava Eğitim Komutanlığı) sowie danach am 30. August 1973 Leiter der Operationsabteilung im Hauptquartier der Luftstreitkräfte. in dieser Verwendung war er maßgeblich an der Planung und Durchführung der Operation Atilla zur Besetzung des Nordens der Insel Zypern durch die Türkei am 20. Juli 1974 beteiligt.
Zuletzt war Alpaslan als Generalmajor (Tümgeneral) als Nachfolger von Generalmajor Halit Toroslu vom 23. August 1976 bis zu seiner Ablösung durch Generalmajor Yusuf Özer am 5. September 1977 Kommandant der Luftwaffenschule (Hava Harp Okulu).